# Monomorium alamarum
Monomorium alamarum is een mierensoort uit de onderfamilie van de Myrmicinae. De wetenschappelijke naam van de soort is voor het eerst geldig gepubliceerd in 1987 door Bolton.